# Fritziana
Fritziana is een geslacht van kikkers uit de familie Hemiphractidae. De groep werd voor het eerst wetenschappelijk beschreven door Cândido Firmino de Mello-Leitão in 1937. Oorspronkelijk werd de wetenschappelijke naam Fritzia gebruikt. De soorten behoorden eerder tot het geslacht Flectonotus.
Er zijn vier soorten die voorkomen in delen van Zuid-Amerika en alle soorten zijn endemisch in Brazilië.

## Soorten
- Fritziana fissilis
- Fritziana goeldii
- Fritziana ohausi
- Fritziana ulei

Onderfamilie Cryptobatrachinae: Cryptobatrachus · Flectonotus

Onderfamilie Hemiphractinae: Fritziana · Gastrotheca · Hemiphractus · Stefania